# Travis Ryan
Pour les articles homonymes, voir Ryan.
Travis Ryan, né le 19 décembre 1974 à Escondido en Californie, est un vocaliste américain. Il est principalement connu pour être le vocaliste et leader du groupe de deathgrind Cattle Decapitation.

## Biographie
Travis, comme une bonne partie de son groupe Cattle Decapitation, est végétarien.
En dehors du chant, il joue aussi de la batterie et de la guitare. La batterie est d'ailleurs son instrument préféré.

## Influences
Travis possède environ 3 000 CDs dans sa collection personnelle, ce qui fait que ses influences sont nombreuses. Il cite néanmoins Godspeed You! Black Emperor et Magma comme étant parmi ses groupes préférés.

## Discographie

### avec Cattle Decapitation
- 2000 - Homovore
- 2002 - To Serve Man
- 2004 - Humanure
- 2006 - Karma.Bloody.Karma
- 2009 - The Harvest Floor
- 2012 - Monolith of Inhumanity
- 2015 - The Anthropocene Extinction
- 2019 - Death Atlas[2]
- 2023 - Terrasite

### avec Murder Construct
- 2010 - Murder Construct (EP)
- 2012 - Results[2]

### avec 5/5/2000
- 1999 - Fin
- 2003 - 5/5/2000 / Piz Urlaun
- 2005 - Reflektionen Musique
- 2008 - Tümpisa[2]

### Autres apparitions
- 2003 - Deadbodieseverywhere - Buy a Bullet Rent a Gun (EP)
- 2005 - Cephalic Carnage - Anomalies
- 2006 - Lair of the Minotaur - The Ultimate Destroyer
- 2006 - Thanatology - Grind Metálico Forense (démo)
- 2007 - Animosity - Animal
- 2009 - Post Mortem - Message from the Dead
- 2010 - Cephalic Carnage - Misled by Certainty
- 2011 - Nader Sadek - In the Flesh
- 2011 - Downspell - The Violent Majority
- 2012 - Soulfly - Enslaved
- 2012 - Suntorn - The Will to Power
- 2013 - Devourment - Conceived in Sewage
- 2014 - Raped by Pigs - Squealing to the New World
- 2014 - Nader Sadek - The Malefic: Chapter III (EP)
- 2015 - Lurid Memory - Dematerializing (EP)
- 2016 - Aborted - Retrogore[2]